# Gola (Unternehmen)
Gola ist ein britischer Hersteller von Sportartikeln, der hauptsächlich Schuhe fertigt. Das Modell Harrier erlangte vor allem in Europa Bekanntheit. Das Unternehmen wurde im Jahr 1905 gegründet und zählt damit zu den ältesten Sportartikelherstellern Großbritanniens.

## Geschichte
Das Unternehmen wurde am 22. Mai 1905 in Leicester, England gegründet. In den Anfangsjahren fertigte man vor allem Stiefel und Herrenschuhe, aber auch Rugby- und Fußballschuhe, die in 1930er Jahren mit dem Slogan Gola means Goals beworben wurden. Während des Zweiten Weltkriegs wurden in erster Linie Stiefel für die britischen Streitkräfte hergestellt. Nach 1945 konzentrierte sich Gola wieder verstärkt auf das Geschäft mit Fußballschuhen und rüstete mehrere englische Clubs aus. In den 1970er Jahren konnte Alfred Ramsey für den Firmenvorstand gewonnen werden. Weiterhin wurden verschiedene Modelle für die Sportarten Tennis, Cricket, Leichtathletik und Rugby entwickelt. Aufgrund von wirtschaftlich schwierigen Zeiten in den 1980ern änderte man allmählich die Marktausrichtung und begann mit der Produktion von Lifestyle-Modellen für die breite Masse. Da dies nicht den erwünschten Erfolg mit sich brachte, wurde das Unternehmen an die Jacobson Group verkauft, die damit begann ältere Modelle neu aufzulegen und Gola damit ein Retro-Image zu verpassen, was seit 2000 mit der Gola Classic Line untermauert wird.

## Bekannte Modelle

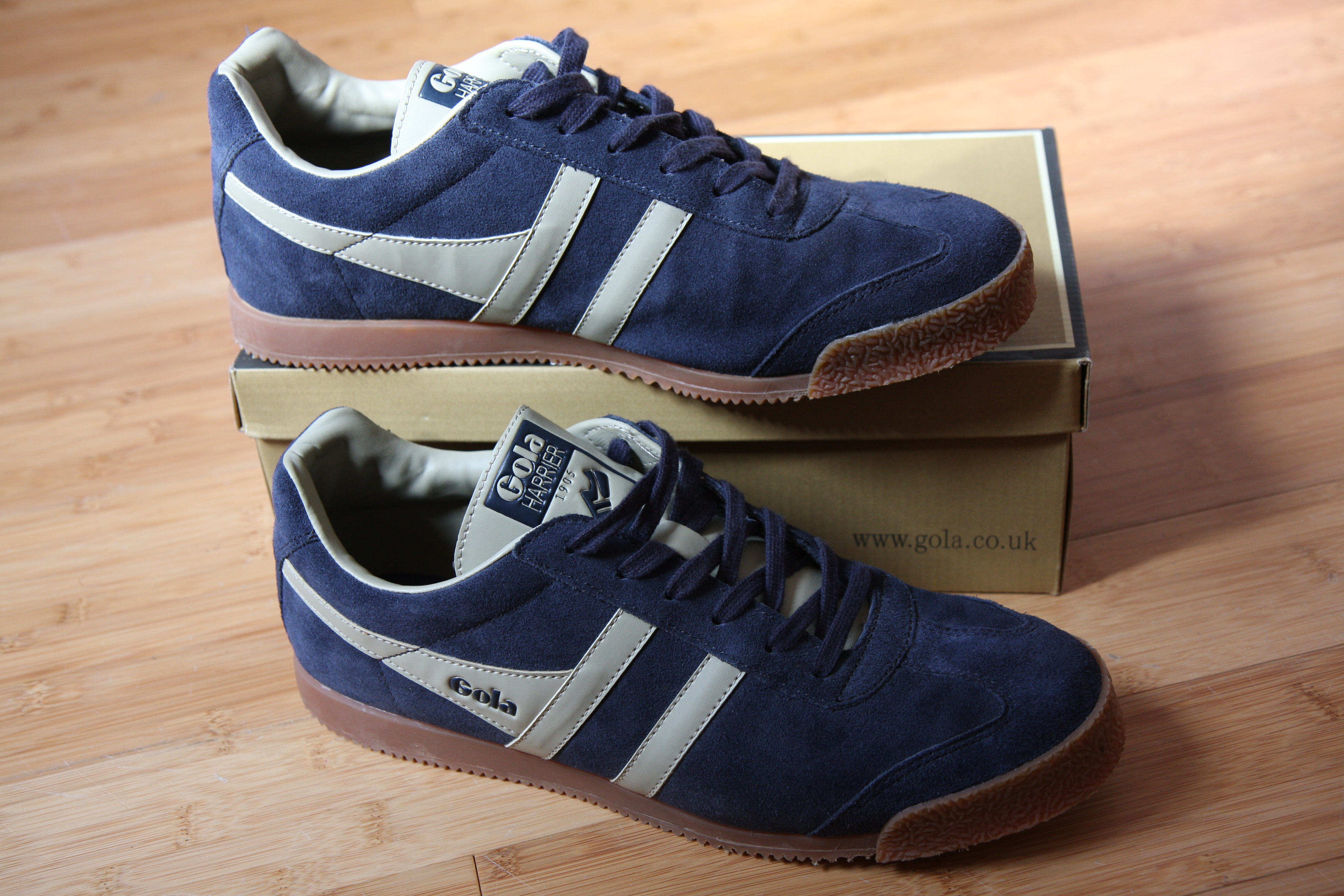
Das Modell Harrier

Im Jahr 1968 wurde das Modell Harrier eingeführt, das anfänglich als Sportschuh für Volleyball, Badminton oder Squash diente, bevor es als modischer Kultschuh auf der Straße getragen wurde. Neben diversen Modellen von Trainingsanzügen erreichte der Schuh Chase insbesondere in Kontinentaleuropa einige Popularität.

## Verschiedenes
Für das Finale des FA-Pokals 1965 spielte die Mannschaft vom FC Liverpool mit Fußballschuhen von Gola, obwohl sie kurz vorher einen Ausrüstungsvertrag mit Adidas abgeschlossen hatte. Um etwaige rechtliche Probleme auszuschließen, wurden die Schuhe einfach mit den drei charakteristischen Streifen bemalt. Der FC Liverpool gewann nach Verlängerung mit 2:1 gegen Leeds United.
Gola prägte seit dem Jahr 1968 den Begriff trainer für alle angebotenen Sportschuhe, woraufhin das Wort 1977 in dieser Bedeutung in das Oxford English Dictionary gelangte.
Gola sponserte von 1984 bis 1986 die englische Football Conference, die zu dieser Zeit auch den Namen Gola League trug.